# Mary Astor
Mary Astor (nascuda Lucille Vasconcellos Lange-Hanke o Lucile Vasconcellos Langhanke) (Quincy, Illinois, 3 de maig de 1906 − Woodland Hills, Los Angeles, Califòrnia, 25 de setembre de 1987) va ser una actriu estatunidenca.

## Biografia
Famosa pel seu paper de Brigid O'Shaughnessy a El falcó maltès (1941) amb Humphrey Bogart, Mary Astor va començar adolescent la seva llarga carrera en el cinema mut al començament dels anys 1920.
S'acabarà adaptant amb èxit al cinema sonor, però la seva carrera quedarà embrutada d'un escàndol a mitjans dels anys 1930. Serà demandada pels seus pares després marcada pel segell de l'adulteri del seu ex-marit en la lluita que van portar per la custòdia de la seva filla. Superant els seus obstacles, coneixerà encara la fortuna a la pantalla, fins a guanyar l'Oscar a la millor actriu secundària per a la seva interpretació de Sandra Kovak a The Great Lie (1941). El realitzador Lindsay Anderson va dir: «... quan dos o tres cinèfils es creuen, el nom de Mary Astor acaba sent evocat sempre, i tothom està d'acord en l'atractiu que té, i la profunditat i la realitat semblen sempre posar en valor els papers que va interpretar. » Va continuar la seva carrera, en el cinema, a la televisió i al teatre fins als anys 1960. Es retirà el 1964.
És igualment l'autora de cinc novel·les. La seva autobiografia va ser un best seller, com el seu últim llibre, A Life on Film, que tractava només de la seva carrera.

## Filmografia
- 1921: Bullets or Ballots
- 1921: The Bashful Suitor
- 1921: Brother of the Bear
- 1921: My Lady o' the Pines
- 1921: The Beggar Maid
- 1921: Wings of the Border
- 1922: The Angelus
- 1922: The Young Painter
- 1922: John Smith: Irene Mason
- 1922: Hope

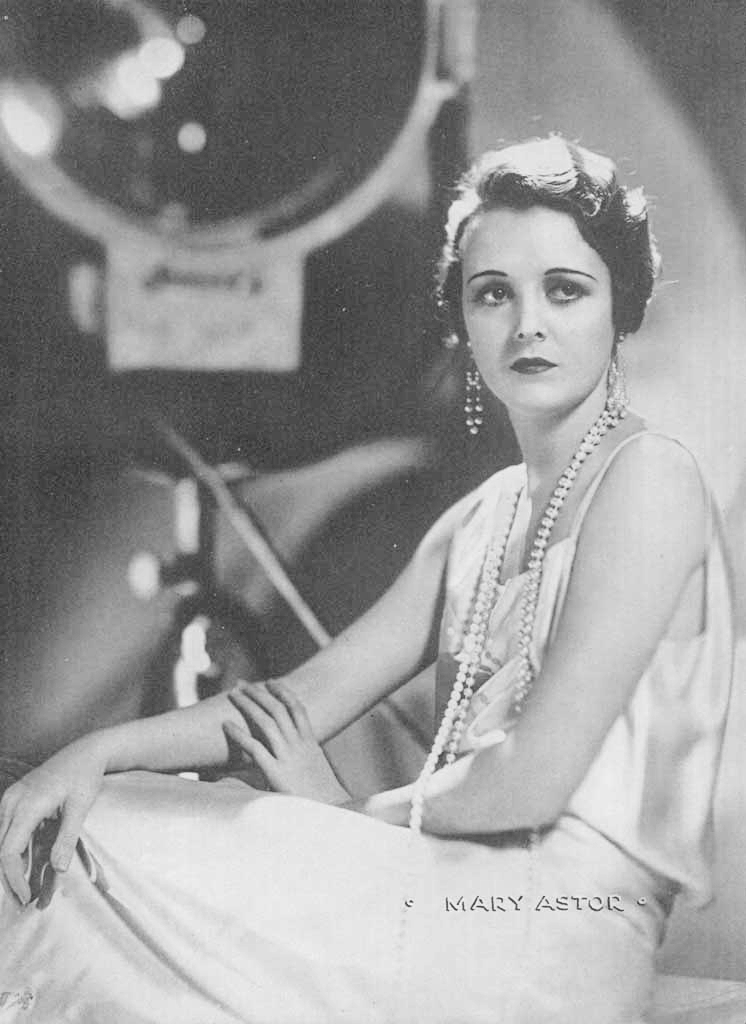
Mary Astor el 1931

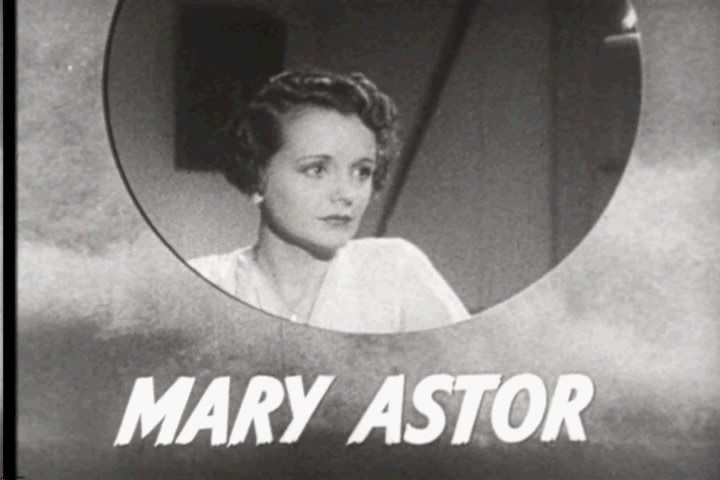
Mary Astor en els crèdits del film Huracà sobre l'illa (1937)

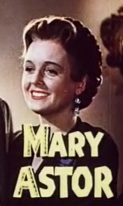
Fiesta (1947)

- 1922: The Man Who Played God: Young Woman
- 1922: The Rapids: Elsie Worden
- 1923: Second Fiddle: Polly Crawford
- 1923: Success: Rose Randolph
- 1923: The Bright Shawl: Narcissa Escobar
- 1923: Puritan Passions: Rachel
- 1923: The Marriage Maker: Vivian Hope-Clarke
- 1923: Woman-Proof: Violet Lynwood
- 1923: To the Ladies
- 1924: The Fighting Coward: Lucy
- 1924: Beau Brummel: Lady Margery Alvanley
- 1924: The Fighting American: Mary O'Mallory
- 1924: Unguarded Women: Helen Castle
- 1924: The Price of a Party: Alice Barrows
- 1924: Inez from Hollywood: Fay Bartholdi
- 1925: Oh, Doctor!: Dolores Hicks
- 1925: Enticement: Leonore Bewlay
- 1925: Playing with Souls: Margo
- 1925: Don Q Son of Zorro: Dolores de Muro
- 1925: The Pace That Thrills: Doris
- 1925: Scarlet Saint: Fidele Tridon
- 1926: High Steppers: Audrey Nye
- 1926: The Wise Guy: Mary
- 1926: Don Juan: Adriana della Varnese
- 1926: Forever After: Jennie Clayton
- 1927: The Sea Tiger: Amy Cortissos
- 1927: The Sunset Derby: Molly Gibson
- 1927: Two Arabian Knights: Mirza
- 1927: Rose of the Golden West: Elena
- 1927: The Rough Riders: Dolly
- 1927: No Place to Go: Sally Montgomery
- 1928: Sailors' Wives: Carol Trent
- 1928: Dressed to Kill: Jeanne
- 1928: Three-Ring Marriage: Anna
- 1928: Heart to Heart: princesa Delatorre / Ellen Guthrie
- 1928: Dry Martini: Elizabeth Quimby
- 1928: Romance of the Underworld: Judith Andrews
- 1929: New Year's Eve: Marjorie Ware
- 1929: The Woman from Hell: Dee Renaud
- 1930: The Runaway Bride: Mary Gray
- 1930: Ladies Love Brutes: Mimi Howell
- 1930: Holiday: Julia Seton
- 1930: The Lash: Rosita Garcia
- 1931: The Royal Bed: Princessa Anne
- 1931: Other Men's Women: Lily Kulper
- 1931: Behind Office Doors: Mary Linden
- 1931: The Sin Ship: Frisco Kitty
- 1931: White Shoulders: Norma Selbee
- 1931: Men of Chance: Martha Silk
- 1932: The Lost Squadron: Follette Marsh
- 1932: Those We Love: May Ballard
- 1932: A Successful Calamity: Emmy 'Sweetie' Wilton
- 1932: Red Dust: Barbara Willis
- 1933: The Little Giant: Ruth Wayburn
- 1933: Jennie Gerhardt: Letty Pace
- 1933: El cas de l'assassinat al Club Caní (The Kennel Murder Case): Hilda Lake
- 1933: The World Changes: Virginia 'Ginny' Clafflin Nordholm
- 1933: Convention City: Arlene Dale
- 1934: Easy to Love: Charlotte Hopkins
- 1934: Upperworld: Mrs. Hettie Stream
- 1934: Return of the Terror: Olga Morgan
- 1934: The Man with Two Faces: Jessica Wells
- 1934: The Case of the Howling Dog: Bessie Foley
- 1934: I Am a Thief: Odette Mauclair
- 1935: Straight from the Heart: Marian Henshaw
- 1935: Dinky: Mrs. Martha Daniels
- 1935: Page Miss Glory: Gladys Russell
- 1935: Red Hot Tires: Patricia Sanford
- 1935: Man of Iron: Vida
- 1936: The Murder of Dr. Harrigan: Lillian Cooper
- 1936: And So They Were Married: Edith Farnham
- 1936: Trapped by Television: Barbara 'Bobby' Blake
- 1936: Desengany (Dodsworth): Mrs. Edith Cortright
- 1936: Lady from Nowhere: Polly
- 1937: The Prisoner of Zenda: Antoinette de Mauban
- 1937: Huracà sobre l'illa (The Hurricane): madame Germaine De Laage
- 1938: No Time to Marry: Kay McGowan
- 1938: Paradise for Three: Mrs. Irene Mallebre
- 1938: There's Always a Woman: Lola Fraser
- 1938: Woman Against Woman: Cynthia Holland
- 1938: Listen, Darling: Mrs. Dorothy 'Dottie' Wingate
- 1939: Midnight: Helene Flammarion
- 1940: Turnabout: Marion Manning
- 1940: Brigham Young: Mary Ann Young
- 1941: The Great Lie: Sandra Kovak
- 1941: El falcó maltès (The Maltese Falcon): Brigid O'Shaughnessy
- 1942: Across the Pacific: Alberta Marlow
- 1942: The Palm Beach Story: The Princessa Centimillia
- 1943: Young Ideas: Josephine 'Jo' Evans
- 1943: Thousands cherr: Hyllary Jones
- 1944: Meet Me in St. Louis: Mrs. Anna Smith
- 1944: Blonde Fever: Delilah Donay
- 1946: Claudia and David: Elizabeth Van Doren
- 1947: Fiesta: Señora Morales
- 1947: Desert Fury: Fritzi Haller
- 1947: Cynthia: Louise Bishop
- 1947: Cass Timberlane: Queenie Havock
- 1948: Act of Violence: Pat
- 1949: Donetes (Little Women): Marmee March
- 1949: Any Number Can Play: Ada
- 1956: A Kiss Before Dying: Mrs. Corliss
- 1956: The Power and the Prize: Mrs. George Salt
- 1957: The Devil's Hairpin: Mrs. Jargin
- 1958: This Happy Feeling: Mrs. Tremaine
- 1959: A Stranger in My Arms: Virgily Beasley
- 1959: The Philadelphia Story (TV): Margaret Lord
- 1961: Return to Peyton Place: Mrs. Roberta Carter
- 1964: Una dona espera (Youngblood Hawke): Irene Perry
- 1964: Hush... Hush, Sweet Charlotte: Mrs. Jewel Mayhew

## Premis i nominacions

### Premis
- 1942. Oscar a la millor actriu secundària per The Great Lie